# Rhachitopis
Rhachitopis is een geslacht van rechtvleugeligen uit de familie veldsprinkhanen (Acrididae). De wetenschappelijke naam van dit geslacht is voor het eerst geldig gepubliceerd in 1922 door Uvarov.

## Soorten
Het geslacht Rhachitopis omvat de volgende soorten:
- Rhachitopis brachypterus Naskrecki, 1992
- Rhachitopis brincki Dirsh, 1956
- Rhachitopis crassus Walker, 1870
- Rhachitopis curvipes Stål, 1876
- Rhachitopis nigripes Uvarov, 1922
- Rhachitopis sanguinipes Brown, 1960